# Cinema italiano di fantascienza

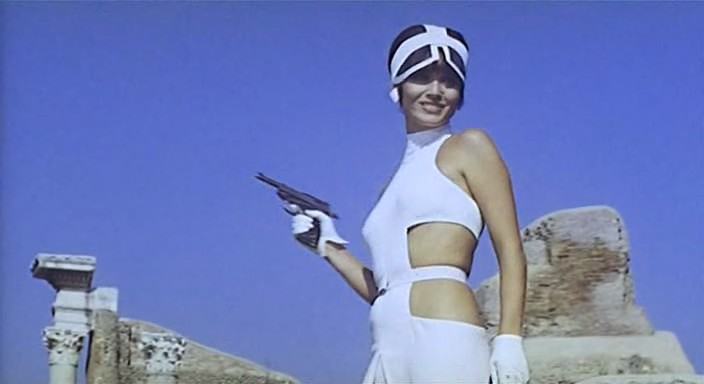
Elsa Martinelli nel film La decima vittima (1965) di Elio Petri

Il cinema italiano di fantascienza è, con alcune eccezioni, un filone cinematografico di intrattenimento popolare, caratterizzato da pellicole nate sulla scia di film statunitensi di successo ma con un budget notevolmente ridotto. Alcuni di questi film realizzati in Italia, pur essendo considerati dei film di serie B, sono stati apprezzati anche all'estero, grazie all'inventiva e all'ingegnosità di registi ed esperti di effetti speciali come Antonio Margheriti (Anthony M. Dawson) e Mario Bava, che si distinsero rispettivamente nei filoni dell'avventura spaziale e del fanta-horror.
La prima pellicola drammatica italiana di genere fantascientifico è del 1958, tuttavia si può fare risalire il filone già agli anni venti-trenta del Novecento con commedie fantastico-fantascientifiche. La cinematografia fantastica/fantascientifica italiana è infatti caratterizzata dalla frequente commistione tra generi diversi, in particolare con l'horror.
Vi sono stati anche registi del cinema d'autore che, occasionalmente, si sono cimentati con il fantascientifico: tra questi Elio Petri (1965), Marco Ferreri (1966, 1969), Ugo Tognazzi (1979), Pupi Avati (1983) e Gabriele Salvatores (1997). Questi registi hanno trovato nei temi fantascientifici un'affinità con le questioni da loro trattate in altre opere, riproponendo la propria visione del mondo.
Oltre ai registi, vi sono stati alcuni cineasti italiani che, fuori dei confini nazionali, hanno contribuito a realizzare numerose pellicole di genere fantascientifico di livello internazionale: tra questi il creatore di effetti speciali Carlo Rambaldi (premiato per tre volte con l'Oscar) e il produttore cinematografico Dino De Laurentiis (due Oscar).

## Origini
Dovendo stabilire una data precisa per la nascita della fantascienza italiana al cinema, molti indicano il 1958, anno in cui esce La morte viene dallo spazio, un film girato da Paolo Heusch che racconta la minaccia al pianeta Terra costituita da una pioggia di asteroidi, anticipando il filone dei film catastrofici. Si tratta della prima pellicola italiana drammatica, non farsesca, ascrivibile al genere; in essa per la prima volta la trama fantascientifica viene portata in primo piano anziché fare da sfondo.
La seconda metà degli anni cinquanta è un periodo aureo per la science fiction cinematografica d'oltreoceano e Heusch si inserisce in un filone di chiara origine statunitense; fotografia ed effetti speciali sono di Mario Bava (il più creativo ideatore italiano di effetti assieme a Carlo Rambaldi). Coproduzione italo-tedesca, La morte viene dallo spazio contiene già una chiara critica alla proliferazione delle armi nucleari da parte delle superpotenze. Grazie al successo ottenuto, il film viene distribuito anche negli Stati Uniti. La pellicola secondo la critica "pur rimanendo confinata (...) nel catastrofismo prima maniera", si colloca "ben al di sopra della media nel confronto con analoghe produzioni contemporanee - anche americane - per la cura e la validità con cui sono realizzate ambientazioni, scenografie ed effetti".
Non va tuttavia dimenticata l'esistenza di alcuni film fantastico-fantascientifici anche molto precedenti al 1958, non ascrivibili al genere drammatico ma più che altro alla commedia. Considerando anche le pellicole brillanti, l'esordio della cinematografia italiana nella fantascienza è dunque retrodatabile fino al 1910, con il cortometraggio Un matrimonio interplanetario di Enrico Novelli (Yambo), una commedia che narra la storia di un amore tra un terrestre e una bella marziana, innescato da un'osservazione al telescopio e nutrito da segnali radiotelegrafici.
Tra le prime espressioni della fantascienza cinematografica - non solo italiana ma europea - viene talvolta citato anche Le avventure straordinarissime di Saturnino Farandola del 1913, un film comico fantastico girato a Torino, interpretato e diretto da Marcel Fabre e tratto dal romanzo di Albert Robida, un'avventura sul modello dei "viaggi straordinari" di Verne ma senza alcuna pretesa scientifica. Anche un film perduto del 1920, Il mostro di Frankenstein per la regia di Eugenio Testa, primo film dell'orrore italiano, si può considerare a sua volta una delle primissime pellicole di fantascienza in Italia, dato che nella trama, secondo Mereghetti, "uno scienziato riesce a fabbricare un uomo con una formula chimica di sua invenzione, ma la creatura si ribella al suo creatore e commette ogni sorta di disastri fino a quando sarà ridotto all'impotenza" (dunque il meccanismo narrativo è innescato da un elemento scientifico e/o tecnologico).
Ancora in piena era del cinema muto, nel 1921 André Deed (noto in italiano per il suo personaggio comico Cretinetti) scrisse, diresse e interpretò L'uomo meccanico, tra i primissimi film della storia del cinema incentrati su un robot (in questo caso telecomandato) e il primo a mettere in scena uno scontro tra un robot buono e uno cattivo.
Sul tema dell'automa è inoltre La bambola vivente del 1924 di Luigi Maggi.
Il primo film d'animazione è forse Un viaggio nella Luna del 1921 di Gino Zaccaria, "dove, in un gruppo di pupazzi, ne troviamo uno che con i suoi sogni arriva a viaggiare nello spazio e a giungere sulla Luna".

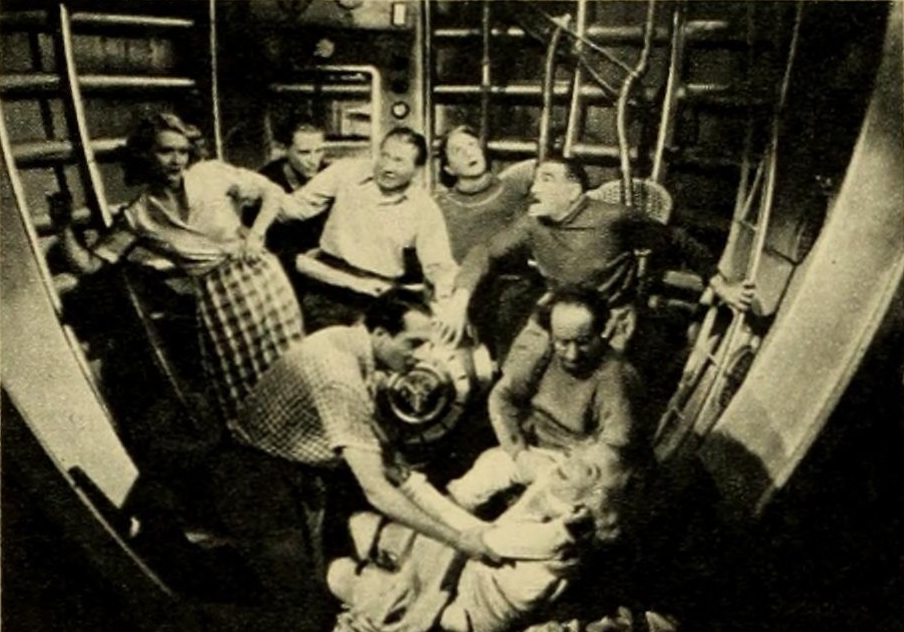
Mille chilometri al minuto! di Mario Mattoli (1939), una delle prime incursioni italiane nel cinema di fantascienza e primo film sonoro del genere.

Nel 1939 il primo film sonoro di genere, Mille chilometri al minuto! - una farsesca escursione nel fantastico di Mario Mattoli - mette in scena uno dei primi voli verso il pianeta Marte, che però s'interrompe quasi sul nascere: invece di raggiungere il Pianeta rosso, a causa di un errore nel calcolo nella traiettoria del missile che li trasporta, la coppia di innamorati protagonisti precipita sulla Terra pochi giorni dopo il lancio.
Degli elementi fantascientifici sono presenti in una pellicola del 1943 (ridistribuita nelle sale nel 1945): La casa senza tempo diretta da Andrea Forzano (con lo pseudonimo di Andrea Della Sabbia) che ne curò anche soggetto e sceneggiatura, che è stata definita "uno stravagante esempio di fantaspionaggio "giallo-rosa" all'italiana realizzato in pieno conflitto mondiale". Con protagonisti Rossano Brazzi e Vivi Gioi assieme a molti altri popolari attori del "cinema dei telefoni bianchi", nacque inizialmente come film di propaganda del regime: una storia di spionaggio di un gruppo di fascisti che cerca di scoprire dei progetti militari per la costruzione di un nuovo aereo da guerra da parte delle forze angloamericane che innesca una serie di misteriose sparizioni e omicidi, anche se alla fine i protagonisti riusciranno a trionfare sui nemici (in seguito, con la fine della guerra e il crollo del regime fascista, il film venne ridoppiato e riadattato e così il gruppo di fascisti divenne un gruppo di partigiani e le forze nemiche da angloamericane divennero naziste). Un altro film di fantaspionaggio era stato diretto nel 1938 da Domenico Gambino: Lotte nell'ombra, con Antonio Centa e Paola Barbara.

Totò nella luna (1958)

È comunque negli anni cinquanta che la fantascienza inizia ad avere successo in Italia: la fantascienza letteraria italiana vede il suo riconoscimento come genere nel 1952, con la pubblicazione delle prime riviste specializzate, Scienza fantastica e Urania; sempre nello stesso anno nasce il termine italiano "fantascienza".
Un altro dei primi film italiani definiti "di fantascienza" è Baracca e burattini del 1954 per la regia di Sergio Corbucci, ispirato all'omonima rivista di Maccari e Amendola. Narra di un abitante della Luna che, precipitato sulla Terra a causa di un esperimento atomico, dà vita ad un burattino pregandolo di introdurlo nel mondo degli uomini.
Totò nella luna è un film comico diretto da Steno nel 1958 con Totò e Ugo Tognazzi. Molto esile e ingenuo nella trama, è una parodia dei film di fantascienza sulla conquista dello spazio popolari all'epoca, tra i quali Uomini sulla Luna del 1950; essendo uscito nello stesso anno de La morte viene dallo spazio, è stato visto come la "risposta in chiave comica" a questo film.
Dopo La morte viene dallo spazio, il successivo film drammatico è Caltiki il mostro immortale (1959) di Riccardo Freda (ma girato in buona parte da Mario Bava, autore degli effetti speciali), un fanta-horror che costituisce il primo esempio di monster movie nella cinematografia italiana; è evidente l'ispirazione sia con Fluido mortale sia con L'astronave atomica del dottor Quatermass.

## Il boom degli anni sessanta
(Space Men, didascalia iniziale)

Space Men di Antonio Margheriti (1960)

Terrore nello spazio (1965) di Mario Bava

Negli anni sessanta il cinema italiano vive un vero e proprio boom, con la produzione di numerosissimi film di genere - tra cui poliziottesco, commedia sexy, peplum e spaghetti western - ma il genere fantascientifico riguarda relativamente pochi titoli e non grandi produzioni. Gli effetti speciali rimangono assai poveri rispetto alle produzioni hollywoodiane, anche se talvolta ingegnosi, e i cast sono caratterizzati da attori sconosciuti o semi sconosciuti, alcuni dei quali troveranno la fama negli anni successivi in altri generi (tra questi Franco Nero, Ombretta Colli, Renzo Palmer). Le sceneggiature sono spesso ingenue e traballanti, rinunciando a ogni tentativo di interpretazione del genere e limitandosi a ricalcare pedissequamente schemi e modelli d'importazione. Il mercato è dominato dai film statunitensi e anche le produzioni italiane devono spacciarsi per film d'importazione: ecco dunque registi e attori comparire nei titoli con pseudonimi anglosassoni. Il filone più diffuso nella prima metà del decennio rimane l'avventura spaziale (con un chiaro richiamo alla space opera statunitense), di cui Antonio Margheriti è stato il maestro in Italia, assieme al fanta-horror.
Space Men del 1960, primo film di Margheriti (qui con lo pseudonimo di Anthony Daisies), è incentrato sulla minaccia dallo spazio costituita da un'astronave fuori controllo che punta verso la Terra. Frutto anche della collaborazione di Ennio De Concini, uno degli sceneggiatori più esperti del panorama di quegli anni, Space Men ebbe una produzione dal budget assai risicato (50 milioni di lire) e che dovette essere realizzata in soli venti giorni, compresi gli effetti speciali. Ad ogni modo il buon successo commerciale del film, lanciato in grande stile anche nel mercato statunitense, diede la possibilità a Margheriti di girare altre pellicole dello stesso filone. Già da questa prima opera si nota la tendenza alla contaminazione tra più generi che sarà tipica del regista.

Il mulino delle donne di pietra di Giorgio Ferroni (1960)

Il mulino delle donne di pietra (1960) di Giorgio Ferroni è invece considerato uno dei migliori fanta-horror; si basa sull'archetipo dello scienziato pazzo che compie folli esperimenti pur di salvare l'amata, utilizzato anche in altri film del periodo come Occhi senza volto, una coproduzione franco-italiana del 1959 di Georges Franju, e Seddok, l'erede di Satana (1960) di Anton Giulio Majano interpretato da Alberto Lupo.
Il pianeta degli uomini spenti (1961) è la seconda space opera di Antonio Margheriti. Se nel film precedente un'astronave minacciava di schiantarsi sulla Terra, ora è un intero pianeta a farlo, pilotato da un computer dopo che la razza che lo abitava si è estinta. Ispirato a Flash Gordon di Alex Raymond nei personaggi e nelle situazioni della prima parte, il film sfruttava finanziamenti superiori rispetto al precedente Space Men, tanto da scritturare come protagonista un attore di fama internazionale, Claude Rains. I corpi degli extraterrestri (i primi del cinema italiano) erano realizzati sommariamente con grovigli di tubi di gomma lattiginosa illuminati con luci colorate. La qualità tecnica del film risultò comunque tale che nel 1978 ne fu distribuita nelle sale una riedizione intitolata Guerre planetarie per sfruttare la scia di Guerre stellari.
Del 1963 è L'ultimo uomo della Terra, una coproduzione italo-statunitense firmata da Ubaldo Ragona (ma da alcuni attribuita a Sidney Salkow). Il film è tratto dal celebre romanzo Io sono leggenda di Richard Matheson e interpretato dalla celebrità internazionale Vincent Price.
Il 1965 è l'anno più prolifico per il cinema fantascientifico italiano. Di Margheriti escono quasi contemporaneamente quattro film, I diafanoidi vengono da Marte, I criminali della galassia e Il pianeta errante (un gruppo di astronauti impegnato ad evitare la collisione con un pianeta uscito dalla sua orbita), ovvero la serie della stazione spaziale Gamma Uno, completata da La morte viene dal pianeta Aytin. Agli effetti speciali Carlo Rambaldi. Margheriti girò l'intera quadrilogia in sole 12 settimane, trovandosi ad affrontare pesanti problemi di budget, sfruttando stesse scenografie e cast, per il mercato televisivo statunitense, con l'intenzione di creare un nuovo filone di film "made in Italy". Malgrado un cast che vedeva recitare Claude Rains e numerosi attori italiani in seguito famosi (Lisa Gastoni, Ombretta Colli, Franco Nero, Umberto Orsini, Giacomo Rossi Stuart, Enzo Fiermonte e Giuliano Gemma), queste pellicole non riscossero particolare successo, specialmente a causa dei limiti imposti da budget ridottissimi.

Marcello Mastroianni ne La decima vittima di Elio Petri (1965)

Sempre nel 1965 Mario Bava realizza quello che è stato indicato da alcuni come il miglior film fantascientifico italiano del periodo, Terrore nello spazio, tratto dal racconto Una notte di 21 ore di Renato Pestriniero, in cui degli astronauti atterrati su un pianeta sconosciuto vengono attaccati da entità incorporee aliene. Bava inserisce nella pellicola la propria maestria con il genere horror. Il film è stato citato come fonte di ispirazione per la realizzazione di Alien (1979) di Ridley Scott.
Infine La decima vittima di Elio Petri, sempre del '65, riprende il racconto La settima vittima di Robert Sheckley. Il film, interpretato da Marcello Mastroianni e Ursula Andress, attori già celebri in quegli anni, è ambientato in una Roma di un imprecisato futuro, dove si svolge un gioco sanguinario in cui uomini e donne devono cercare di eliminarsi a vicenda spietatamente. Sceneggiato da Ennio Flaiano, La decima vittima "si distingue per un impegno produttivo superiore alla media e per un intelligente utilizzo dei temi propri della commedia di quegli anni" e costituisce il migliore omaggio reso dal cinema italiano al filone sociologico che, inserendosi nel movimento della New Wave britannica, rinnova la fantascienza letteraria partendo dalla metà degli anni sessanta.
La Rai per la prima volta nel 1969 riempie il suo palinsesto di film di fantascienza durante la "notte della Luna" e nei giorni precedenti l'allunaggio dell'Apollo 11 (21 luglio 1969).

### Il fanta-mitologico
Il cinema italiano negli anni sessanta, come detto, è segnato da un grande sviluppo dei film di genere, che a Cinecittà danno luogo a varie contaminazioni. Nel 1961, in particolare, vengono girati numerosi peplum, film in costume e d'avventura con combattimenti, in un'ambientazione fantastica liberamente ispirata alla mitologia classica; si sviluppa così il filone "fanta-mitologico", che in vari casi non rinuncia a presentare elementi fantascientifici.
Antinea, l'amante della città sepolta (1961) di Edgar G. Ulmer e Giuseppe Masini è la quarta trasposizione per il cinema del romanzo L'Atlantide di Pierre Benoît. In esso tre geologi, alla vigilia di un test atomico nel Sahara, scoprono una città sotterranea dove vivono i superstiti di Atlantide e la spietata regina Antinea. Nel cast di questa coproduzione italo-francese appaiono attori noti come Jean-Louis Trintignant, Amedeo Nazzari e Gian Maria Volonté.
Il tema atlantideo è ripreso lo stesso anno in un peplum, Ercole alla conquista di Atlantide (1961) di Vittorio Cottafavi con Reg Park, Enrico Maria Salerno, Gian Maria Volonté, dove un Ercole reduce dalle dodici fatiche approda ad Atlantide, contrastando i piani malvagi della regina Antinea, che ha creato una super-razza di guerrieri albini.
Il gigante di Metropolis (1961) di Umberto Scarpelli è invece ambientato nel 20.000 a.C. in una città-stato analoga ad Atlantide, dove il folle dittatore Yotar conduce esperimenti scientifici spericolati come il trapianto di cervello.
Nel film del 1964 Maciste e la regina di Samar di Giacomo Gentilomo, l'eroe Maciste si trova a dover affrontare un intero esercito di invasori spaziali provenienti dalla Luna.

### Il fanta-spionaggio all'italiana e i supereroi mascherati
Il cinema italiano tra il 1965 e il 1967 viene sommerso da una marea di film a basso costo di fantaspionaggio (oltre una cinquantina), che cercano di imitare anzitutto i film britannici di successo dedicati a James Bond, l'Agente 007 ideato da Ian Fleming. Si tratta di pellicole spesso prodotte in collaborazione con altri Paesi europei, ma di scarse pretese, girate in fretta e fortemente stereotipate sul modello di Bond: l'eroico agente segreto è affiancato da donne provocanti e ha invariabilmente come antagonista uno scienziato pazzo o una malvagia organizzazione segreta che nutre folli piani per il dominio del mondo tramite fantascientifiche e improbabili armi apocalittiche.
Lo stesso filone viene subito parodiato ne Le spie vengono dal semifreddo (1966) di Mario Bava, una coproduzione Italia-USA in cui recitano assieme Vincent Price e la coppia comica Franco e Ciccio. Tra le altre parodie in chiave comica Il vostro superagente Flit con Raimondo Vianello e i due film sull'agente segreto James Tont con Lando Buzzanca che all'epoca riscossero un imprevedibile successo di pubblico e che alcuni critici molti anni dopo hanno parzialmente rivalutato.
Del 1967 è il thriller fantascientifico ...4..3..2..1...morte di Primo Zeglio, ispirato a un personaggio popolare nella Germania Federale, Perry Rhodan, una sorta di Flash Gordon della fantascienza tedesca. La trama mescola liberamente elementi di avventura spaziale alla spy story e gli effetti speciali sono attribuiti ad Antonio Margheriti.
Nello stesso periodo fanno la loro comparsa i primi supereroi mascherati del cinema italiano, Superargo contro Diabolikus (1966) per la regia di Nick Nostro e Goldface - Il fantastico superman (1968) di Bitto Albertini; si tratta di personaggi d'imitazione, ispirati ai lottatori messicani di lucha libre (la coproduzione è spagnola), catapultati all'interno di trame fantaspionistiche. La serie più importante del filone è quella de I fantastici 3 Supermen, pellicola del 1967 diretta da Gianfranco Parolini come Frank Kramer, proseguita con una decina di titoli di differente successo, in cui più volte cambiano regista, interpreti e nomi dei personaggi.
(Fantafilm)

## La fantascienza sociologica e il Sessantotto

I protagonisti in una scena de Il seme dell'uomo (1969) di Marco Ferreri

La cultura in Italia tra la fine degli anni sessanta e i primi anni settanta è in grande fermento, con il movimento del Sessantotto. Anche nel cinema nasce l'interesse per la fantascienza sociologica e le storie fantastiche sono occasione per fare critica e satira a sfondo sociale. Questo tipo di storie, oltretutto, non hanno bisogno di particolari effetti speciali o di scenografie elaborate, per cui sono alla portata degli scarsi mezzi delle produzioni italiane. La satira e la parodia sono - secondo Carlo Pagetti - forse l'unico vero ambito in cui la cinematografia italiana di fantascienza abbia saputo offrire contributi originali.

Omicron di Ugo Gregoretti (1963)

In qualche modo anticipatore del filone sociologico - oltre a La decima vittima del 1965 - è il film Omicron del 1963, scritto e diretto da Ugo Gregoretti, una satira sul conflitto di classe in quegli anni, nel quale un alieno si incarna nel corpo di un operaio morto e finisce per incitare i lavoratori allo sciopero. Dell'anno successivo è invece Il disco volante, diretto da un giovane Tinto Brass, che con la scusa di un atterraggio di alieni in un paesino della campagna veneta mette in scena una grottesca satira sull'arretratezza di un'Italietta provinciale dedita all'alcolismo e sulla sua assenza di moralità in tutte le classi sociali, dalla nobiltà decadente alla borghesia ipocrita e perbenista, al clero.
Nel film H2S del 1968 di Roberto Faenza è narrata la ribellione contro una società tecnocratica e consumistica da parte del giovane protagonista, il quale giunge al punto di piazzare una bomba. La colonna sonora è firmata da Ennio Morricone. Il film scatenò polemiche, fu oggetto di sequestro e di un lungo procedimento giudiziario e venne distribuito solo nel 1971. Come nel film ...hanno cambiato faccia di Corrado Farina del 1971, la fantascienza è utilizzata soprattutto come strumento per elevare una denuncia sociopolitica dai toni anarchici e anticapitalisti. Da inserire nel filone surreal-contestatario, tra favola nera e fantascienza, un po' sulla scia dei primi film di Faenza, a cui si avvicina per la critica esasperata e grottesca alla mercificazione dell'individuo, e un po' in anticipo su La ragazza di latta di Marcello Aliprandi o ...hanno cambiato faccia di Corrado Farina, con cui condivide lo stesso parossistico grido d'allarme contro i meccanismi di persuasione occulta della pubblicità c'è anche Eat It del 1969, tratto da un racconto di Roberto Leoni ed esordio di Paolo Villaggio, con la colonna sonora di Ennio Morricone e le scenografie sopra le righe di Giorgio Giovannini (art director anche in Escalation di Roberto Faenza). È qui che il film gioca le sue carte migliori, azzardando nel design minimalista e nelle architetture automatizzate degli uffici ultratecnologici della ditta produttrice di Eat it, un nuovo tipo di carne in scatola gelatinosa e marrone.
Ricordato come uno dei film-simbolo del periodo - per la sua estetica pop e i riferimenti alla rivoluzione sessuale - è il più scanzonato Barbarella del 1968, una coproduzione italo-francese realizzata da Dino De Laurentiis per la regia di Roger Vadim, con protagonista Jane Fonda (che rimpiazzò Virna Lisi che rifiutò la parte) e vari attori italiani nel cast. La trama, ispirata all'omonimo personaggio dei fumetti, è incentrata sull'affascinante eroina del remoto futuro e sulle sue numerose avventure anche erotiche.
Uno scenario postatomico per Ecce Homo - I sopravvissuti (1969) di Bruno Gaburro, con Irene Papas e Philippe Leroy, con un'altra colonna sonora di Ennio Morricone. Ne Il seme dell'uomo (1969), il regista Marco Ferreri tratta invece il tema della fine del mondo in maniera quasi metafisica, mettendo in scena dei superstiti di una misteriosa "peste" che ha distrutto l'umanità.
Sempre del 1968 è Colpo di stato, una graffiante commedia fantapolitica di Luciano Salce che mette in scena un'Italia in cui - per un errore del calcolatore - alle elezioni vince il Partito Comunista invece della Democrazia Cristiana, scatenando reazioni di panico. Osteggiata sia a destra che a sinistra, la pellicola di Salce fu subito ritirata dalla circolazione.
Nel campo dell'animazione è possibile citare il film Vip - Mio fratello superuomo (1968) di Bruno Bozzetto, una parodia comica dei supereroi e del consumismo imperante.
Nel 1969 viene presentato al Festival internazionale del film di fantascienza di Trieste Il tunnel sotto il mondo, opera prima di Luigi Cozzi che diverrà una delle maggiori personalità del mondo della fantascienza cinematografica italiana. È una pellicola sperimentale ispirata al racconto omonimo di Frederik Pohl del 1955, un classico della satira del consumismo, in cui un'intera comunità viene tenuta prigioniera da ricercatori pubblicitari.

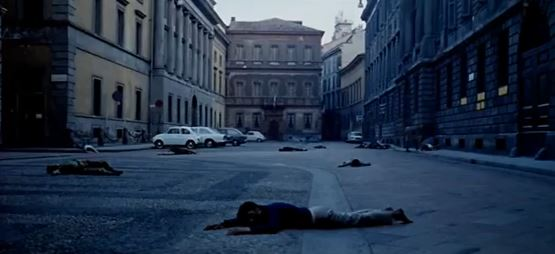
I cannibali di Liliana Cavani (1970)

Liliana Cavani nel suo film del 1970 I cannibali riambienta a Milano in un futuro imprecisato (ma vicino) l'Antigone di Sofocle, in cui rintraccia "gli elementi per una riflessione sulla contestazione del '68 cogliendo, secondo un'ottica umanistica, nella verginità mentale dei giovani - e non nell'ideologia - la sola, vera forza trainante verso una società a dimensione d'uomo".
Il malessere sociale è ancora protagonista in N.P. - Il segreto (1971) di Silvano Agosti, con Irene Papas e Francisco Rabal: la storia di un inventore che viene privato dal governo della sua industria e socialmente degradato, e che scoprirà che le macchine da lui inventate e pensate come strumento di progresso e in favore del Terzo mondo, vengono impiegate invece in prospettiva di un'eliminazione sistematica degli oppositori del regime e dei "superflui". La pellicola di Agosti condivide con H2S la rilettura di un contesto fantascientifico e sociologico delle tesi libertarie sessantottine.

L'invenzione di Morel di Emidio Greco (1974)

L'invenzione di Morel di Emidio Greco (1974), adattamento dell'omonimo romanzo di Adolfo Bioy Casares, tratta da un punto di vista più intimistico la questione della finitezza dell'esistenza. Un naufrago si ritrova su un'isola in cui nessuno, apparentemente, fa caso alla sua esistenza e tutti finiscono per ripetere gli stessi gesti, gli stessi discorsi, come in un ciclo infinito.
Nel film del 1975 Conviene far bene l'amore di Pasquale Festa Campanile è immaginata una civiltà del futuro alle prese con la crisi energetica, nella quale si scopre il sistema di trarre energia dai rapporti sessuali, facendoli diventare un obbligo. Si tratta di una pellicola a cavallo con la commedia erotica, che appare influenzato dalla crisi petrolifera dei primi anni settanta e dalle teorie reichiane.
Con la fantascienza sociologica si cimenta infine Ugo Tognazzi - stavolta in veste di regista - ne I viaggiatori della sera (1979), un film d'autore tratto dal romanzo omonimo di Umberto Simonetta, ambientato in un futuro distopico che non tollera più la condizione della vecchiaia e gli anziani, i quali devono partecipare ad un "Grande Gioco" che prima o poi ne decreta l'eliminazione fisica.
Nel 1975 Luigi Cozzi e Ugo Malaguti organizzano al cinema Planetario di Roma una rassegna dedicata esclusivamente al cinema di fantascienza, che contribuisce a diffondere l'immaginario fantascientifico; nella capitale si teneva già ogni anno presso il Palazzo dei Congressi la mostra della tecnologia aerospaziale, durante la quale venivano proiettate pellicole di fantascienza.

## Scontri stellarie gliAlien

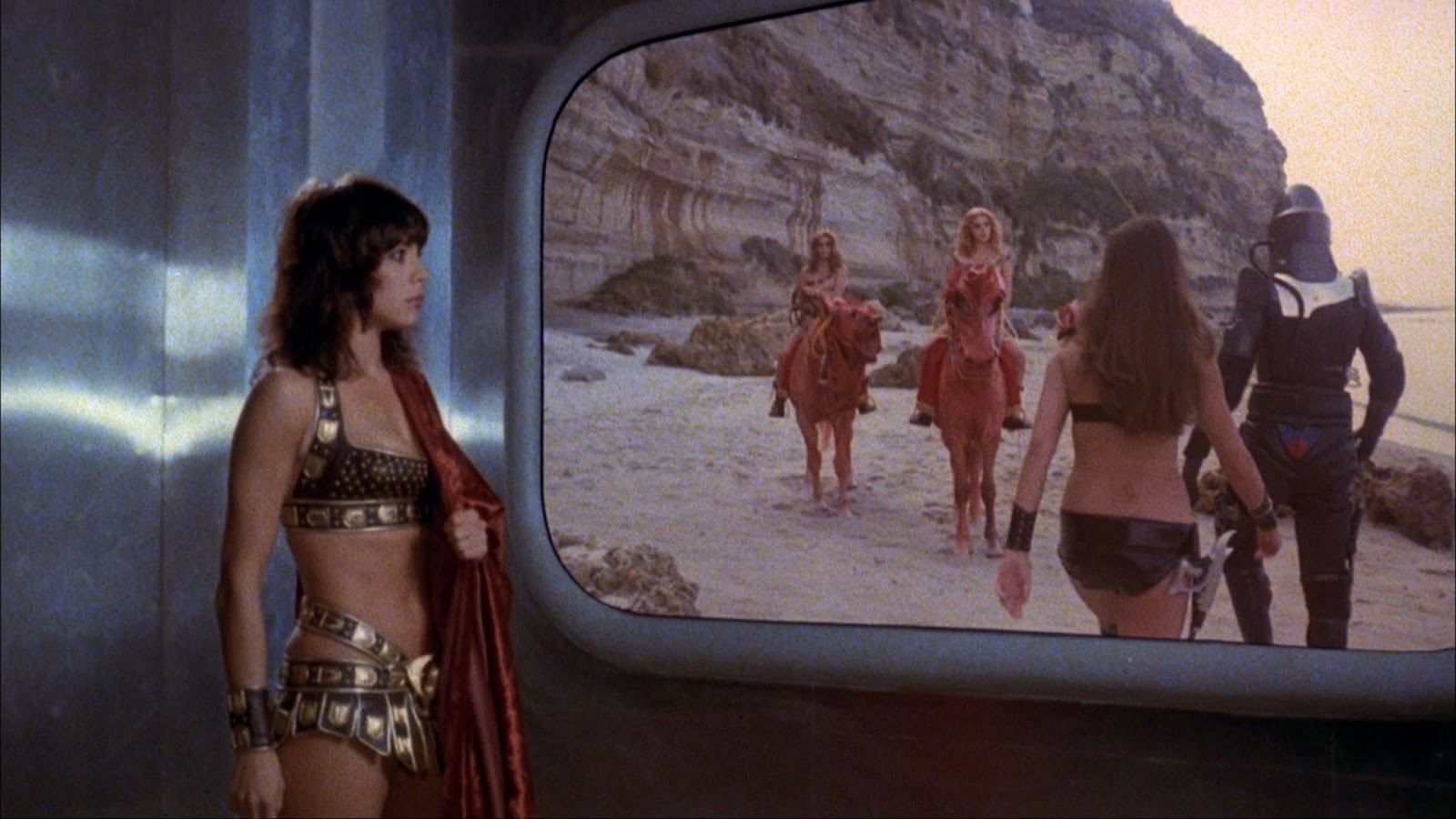
Scontri stellari oltre la terza dimensione di Luigi Cozzi (1978)

L'isola degli uomini pesce di Sergio Martino (1979)

Alien 2 - Sulla Terra di Ciro Ippolito (1980)

Il successo di Guerre stellari (1977) di George Lucas fa tornare in auge alla fine degli anni settanta il filone dell'avventura spaziale, lanciando un modello di colossal con uso massiccio di effetti speciali che consolida il predominio degli Stati Uniti in questo mercato.
Sulla scia del successo del capolavoro di Lucas, il regista Alfonso Brescia gira con lo pseudonimo di Al Bradley una serie di film a basso costo tra il 1977 e il 1978: Anno zero - Guerra nello spazio, Cosmo 2000 - Battaglie negli spazi stellari e La guerra dei robot, con l'ambizioso progetto di dare vita a una nuova epopea spaziale, senza riuscirci: secondo Lattanzi e De Angelis, "costruiti in maniera frettolosa, con budget minimo e riutilizzando quasi per intero gli stessi set e il medesimo cast, i tre film non riscossero particolare attenzione".
Il regista italiano Luigi Cozzi realizza nel 1978 (con il nome Lewis Coates) la sua pellicola più celebre, Scontri stellari oltre la terza dimensione, una coproduzione italo-statunitense. Uscito a poca distanza dal primo episodio della saga di Lucas e pubblicizzato come risposta italiana al blockbuster statunitense - nonostante fosse chiaramente un B movie rispetto agli standard hollywoodiani - vantava la presenza nel cast di una star hollywoodiana di prima grandezza come Christopher Plummer. Benché, a causa del titolo, il film di Cozzi sia stato spesso visto come un "rifacimento alla buona" (o camp) di Guerre stellari, la trama ha somiglianze superficiali con il capolavoro di Lucas e cita numerosi altri classici del genere a partire da quelli degli anni trenta-quaranta.
Nel 1980 sempre Cozzi scrive e dirige il suo ultimo film di fantascienza, Contamination, un fanta-horror che, a partire da un film d'invasione ispirato ad Alien, diventa una space opera piena di citazioni. Vari altri film si ispirano alla pellicola di Ridley Scott del 1979: tra questi Alien 2 - Sulla Terra (1980), un seguito apocrifo per la regia di Ciro Ippolito (che si firmò con lo pseudonimo Sam Cromwell) che fu accusato di plagio.

Io e Caterina di Alberto Sordi (1980)

L'isola degli uomini pesce è un fanta-horror del 1979 per la regia di Sergio Martino, che sembra ispirato a un film del 1977, L'isola del dr. Moreau (The Island of Dr. Moreau) di Don Taylor, trito remake del film del 1932.
Ancora nel 1980 esce Io e Caterina, diretto e interpretato da Alberto Sordi in cui, come solitamente avviene nelle commedie all'italiana, l'elemento fantascientifico - in questo caso una cameriera robot - è un semplice espediente narrativo per una vicenda comico-satirica. Pupi Avati con Zeder (1983) mette invece in scena un fanta-horror in cui si mescolano alchimia, fantascienza e thriller, ambientato in Emilia-Romagna, dove un particolare tipo di terreno sembra in grado di far resuscitare i morti.

## Il dopobomba e i nuovi barbari

2019 - Dopo la caduta di New York di Sergio Martino (1983)

Titoli di testa di Endgame - Bronx lotta finale di Aristide Massaccesi (1983)

Nel corso della prima metà degli anni ottanta si sviluppa in Italia, seppure per breve tempo, un filone di film di ambientazione postapocalittica, prodotti sulla scia dei film australiani di successo Interceptor del 1979 e Interceptor - Il guerriero della strada (1981), di 1997: Fuga da New York (1981) e sul mito dell'anarchia e della violenza nei ghetti metropolitani, come ne I guerrieri della notte (1979) di Walter Hill. Le produzioni italiane sfruttavano come economica ma efficace scenografia impianti industriali abbandonati o altri paesaggi desolati della penisola per descrivere, nel contesto di una civiltà regredita, le battaglie degli ultimi sopravvissuti alla guerra atomica.
Tra le pellicole italiane di questo filone è possibile citare i film di Enzo G. Castellari 1990 - I guerrieri del Bronx, I nuovi barbari del 1982 e Fuga dal Bronx del 1983 e, sempre dello stesso anno, 2019 - Dopo la caduta di New York di Sergio Martino (che si firmò con lo pseudonimo Martin Dolman) che furono apprezzati all'estero e ottennero un buon successo di pubblico; si distingue a sua volta per la capacità di fondere assieme temi diversi con discreta fantasia Endgame - Bronx lotta finale (1983) realizzato da Aristide Massaccesi con lo pseudonimo Steven Benson (meglio noto per altri film con lo pseudonimo di Joe D'Amato).
Anche il regista Antonio Margheriti si cimenta a suo modo in questo filone, girando Il mondo di Yor (1983), coprodotto dalla Rai, tratto dal fumetto argentino Yor, il cacciatore di Juan Zanotto e Ray Collins, ambientato in un pianeta simile alla Terra in cui coesistono mostri preistorici, uomini dell'età della pietra, creature scimmiesche e appartenenti ad una civiltà superiore quasi estinta, traducendosi dal punto di vista filmico in un film d'azione e d'avventura con quella mescolanza di generi che Margheriti ricercava. Fu prodotto come miniserie televisiva in quattro episodi e come film di due ore per lo sfruttamento cinematografico, soprattutto per il mercato americano e home video; la versione cinematografica venne distribuita negli Stati Uniti dalla RCA Columbia entrando nei primi dieci incassi al botteghino. Tutti i mostri preistorici erano costruiti in grandezza reale e animati da operatori nascosti all'interno.
Lucio Fulci, con I guerrieri dell'anno 2072 (1984), mette in scena una società del futuro controllata dalla televisione, in cui le principali reti combattono con ogni mezzo per il dominio dell'audience, disposte ad organizzare una spietata lotta tra gladiatori pur di intrattenere il pubblico.

## La seconda metà degli anni ottanta e la crisi

Alien degli abissi di Antonio Margheriti (1989)

Il successo internazionale di Terminator e RoboCop dissemina nella cinematografia italiana della seconda metà degli anni ottanta una serie di cloni a basso e bassissimo costo a base di androidi, cyborg e viaggi nel tempo.
Alla fine del decennio la "nuova fantascienza all'italiana" che era nata agli inizi degli anni ottanta sull'imitazione di fortunati film americani, secondo Lattanzi e De Angelis "arranca faticosamente fino ad arrivare al prevedibile esaurimento. Spesso mischiato al postapocalittico e al nuovo horror nostrano (predilezione per gli effetti splatter e riciclaggio dei cannibaleschi film sugli zombi), il filone - contrariamente al peplum e allo spaghetti-western - ha stentato a caratterizzarsi come "genere" lasciando prevalere le opportunistiche ragioni di facili ma effimeri profitti sull'ispirazione e sulla creatività. Una conferma, in piccolo, della tanto dibattuta realtà di un cinema italiano in crisi".
Gli anni ottanta si chiudono con l'ultimo film di fantascienza girato da Antonio Margheriti: Alien degli abissi, un fanta-horror con toni ecologisti del 1989. Il tema preferito dal regista, quello della Terra in pericolo, ritorna costituito stavolta dalle attività umane inquinanti. Il riferimento è, fin dal titolo, ancora una volta ad Alien di Scott (che il mostro nel film imita), ma anche a The Abyss di James Cameron (1989) e non mancano le citazioni da classici del genere. I progetti del regista per altri film da girare negli anni novanta rimasero irrealizzati, a causa della crisi che colpì il settore. Lo stesso Margheriti nel frattempo aveva girato per la Rai, seguendo fedelmente un progetto dello scomparso Renato Castellani, lo sceneggiato televisivo L'isola del tesoro (1987), trasposizione fantascientifica del romanzo di Stevenson ambientata nello spazio. Primo colossal interamente prodotto dalla Rai, L'isola del tesoro fu girato con un cast internazionale e larghi mezzi a disposizione - oltre 25 miliardi di Lire, ben superiori a quelli degli altri film di Margheriti e di ogni altra produzione fantascientifica italiana per il cinema o la televisione - ma rimase largamente ignorato (anche nella stessa televisione italiana); una riduzione in film fu distribuita negli Stati Uniti e in altri paesi.

## Gli anni novanta

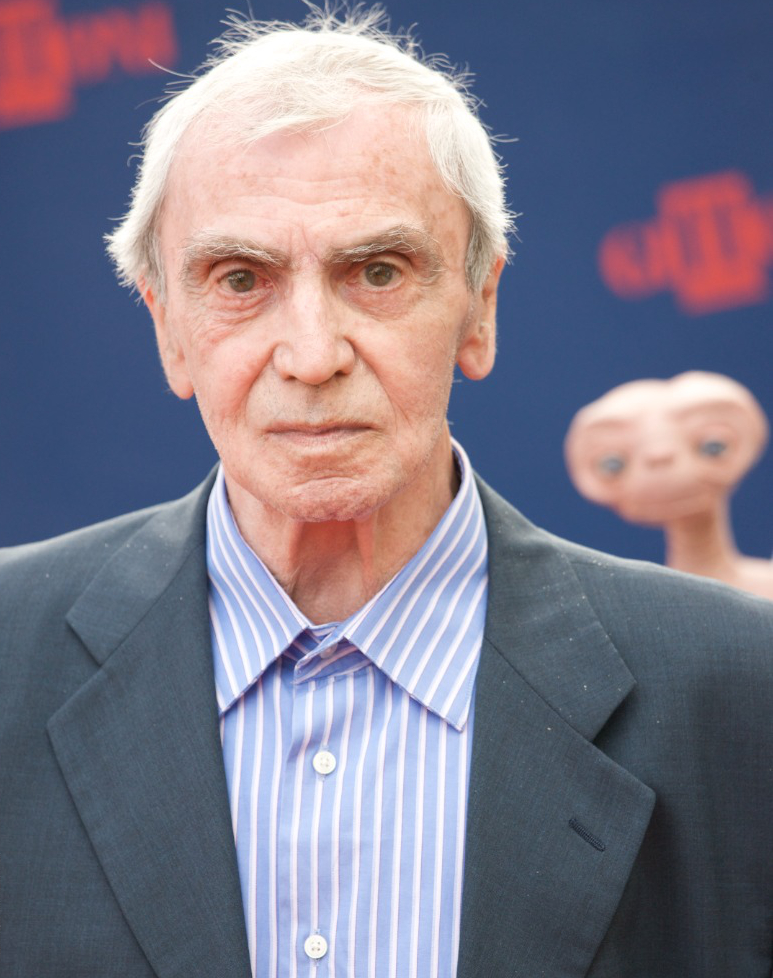
Il creatore di effetti speciali tre volte premio Oscar Carlo Rambaldi (Giffoni Film Festival 2010)

Mentre negli anni ottanta - pur con pesanti limiti qualitativi - si era avuto un gran numero di produzioni italiane fantascientifiche, negli anni novanta si registra una notevole contrazione del mercato: la produzione di film di fantascienza italiani si arresta quasi del tutto e poche pellicole vanno oltre il B-movie o la commedia. Il titolo di maggiore successo commerciale è A spasso nel tempo di Carlo Vanzina, un "cinepanettone" del 1996 che utilizza l'espediente dei viaggi nel tempo per mettere i due protagonisti in grossolane situazioni comiche.
Riguardo invece ai film drammatici, quello di maggior successo è Nirvana del 1997 di Gabriele Salvatores, una coproduzione italo-francese con un cast internazionale che utilizza in modo massiccio gli effetti speciali generati al computer. Ambientato in un futuro prossimo, girato quasi interamente nel quartiere Portello di Milano, nei vecchi stabilimenti Alfa Romeo trasformati per l'occasione in un gigantesco set cinematografico, il film è permeato dalle atmosfere di decadenza urbana che richiamano quelle di Blade Runner (1982) di Ridley Scott. La storia utilizza tutti gli stereotipi del filone cyberpunk (gli hacker come protagonisti, il dominio delle mega-corporazioni, lo sprawl-periferia degradata, il cyberspazio), innestati con elementi della filosofia buddista. Il protagonista Jimi Dini (Christopher Lambert) è un programmatore di videogiochi di realtà virtuale di successo, che si accorge che attraverso un virus il personaggio del suo ultimo gioco, Solo (Diego Abatantuono), ha acquisito l'autocoscienza. Consapevole di essere prigioniero di un ciclo di vita-morte in cui è condannato a ripetere all'infinito ogni azione, Solo implora Jimi di liberarlo cancellando tutte le copie del videogioco. Jimi in questa ricerca, che si snoda nelle periferie più degradate, si ritrova sulle tracce della donna amata, perduta ormai da tempo. L'interesse principale del regista, al di là delle citazioni filmiche rimane la rappresentazione - come nelle altre sue pellicole - del desiderio di evasione: tutti i suoi personaggi stanno sempre fuggendo da qualcosa. Il film riscosse un notevole successo in Italia, mentre a livello internazionale ottenne risultati più modesti rispetto a quelli attesi. Nonostante una tiepida accoglienza da parte della critica rispetto ad altri film di Salvatores, Nirvana è considerato il maggiore successo commerciale del regista e il film drammatico di fantascienza prodotto in Italia ad avere incassato di più.
Il peggiore insuccesso è stato invece Jackpot (1992), una "favola anti tecnologica" con protagonista Adriano Celentano, qui al suo ultimo film.

## Il cinema indipendente

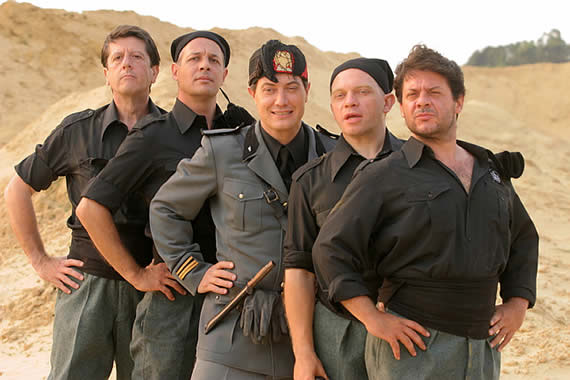
Fascisti su Marte (2006)

Gli anni duemila, nel panorama sempre più ristretto del cinema di fantascienza italiano, sono caratterizzati soprattutto dalle produzioni indipendenti. L'evoluzione delle tecnologie informatiche per il montaggio e la post-produzione consentono di realizzare scene fantascientifiche anche alle piccole case di produzione o addirittura agli amatori. Mancando tuttavia la capacità di promuovere e distribuire queste opere, i titoli prodotti rimangono relativamente pochi e raramente riescono ad andare oltre il cortometraggio.
Tra le produzioni non commerciali, dalla fine degli anni novanta, spiccano quelle di Mariano Equizzi, non prive di influenze cyberpunk. Vari film vengono realizzati a un costo bassissimo, esclusivamente per il mercato dell'home video - come AD Project del 2006 di Eros Puglielli - o per il web: Dark Resurrection del 2007 e il suo prequel del 2011, film italiani amatoriali ispirati al celebre universo di Guerre stellari, pur essendo realizzato come fan fiction hanno comportato uno sforzo produttivo paragonabile o superiore a film indipendenti distribuiti nei cinema, comprendendo realistiche scene di battaglia di massa girate grazie all'apporto di centinaia di volontari in costume. Nel film InvaXön - Alieni in Liguria del 2004, realizzato per beneficenza, figurano 250 attori non professionisti e da ben 41.000 comparse, 23 personaggi del mondo dello spettacolo, dello sport e della cultura; 30 minuti del film sono stati interamente realizzati con effetti speciali digitalizzati, in surround e certificazione THX; il film ha richiesto 7 anni di progettazione, 60 giorni di riprese e 4.000 ore di lavorazione.
Fascisti su Marte, una commedia del 2006 diretta da Corrado Guzzanti e Igor Skofic, è nata dagli sketch realizzati da Guzzanti nel programma TV di Rai 3 Il caso Scafroglia. Narrando un'immaginaria e comica spedizione di un manipolo di Camicie Nere sul pianeta rosso, è un "esercizio satirico" di fanta-revisionismo storico, girato parodiando lo stile dei cinegiornali dell'Istituto Luce del ventennio fascista e come satira della politica italiana durante il Governo Berlusconi II.
Nel 2007 esce la commedia postapocalittica 2061 - Un anno eccezionale con Diego Abatantuono, che parla di uno sgangherato gruppo di patrioti che partendo dalla Sicilia intende riunificare la penisola.

## Gli anni 2010
Gli anni duemiladieci si aprono con ben tre film di produzione italiana distribuiti nelle sale nello stesso anno e incentrati sul tema extraterrestre: 6 giorni sulla Terra di Varo Venturi, L'ultimo terrestre di Gianni Pacinotti (Gipi) e L'arrivo di Wang dei Manetti Bros., a cui si aggiunge nel 2014 12 12 12 di Massimo Morini e nel 2017 Tito e gli alieni di Paola Randi e la commedia Addio fottuti musi verdi di Francesco Capalbo prodotta dal gruppo comico The Jackal. Nel film indipendente 2047 - Sights of Death di Alessandro Capone (2014) recitano numerose vecchie star del cinema hollywoodiano, tra cui Danny Glover, Daryl Hannah, Michael Madsen, Stephen Baldwin e Rutger Hauer.
Nel 2014 Gabriele Salvatores, a diciassette anni di distanza da Nirvana, torna a cimentarsi con il genere fantascientifico con il film per un pubblico adolescente Il ragazzo invisibile, appartenente al filone super-eroi, che ha avuto un sequel: Il ragazzo invisibile - Seconda generazione, distribuito nelle sale nel 2018. Entrambi i film, ancor più il secondo, non sono riusciti ad incassare una cifra sufficiente a coprire i costi di produzione.
Incursione nella fantascienza incentrata sulla realtà virtuale, invece, con la coproduzione italo-americana anch'essa un insuccesso al botteghino Game Therapy di Ryan Travis, del 2015, interpretata dalla celebrità di Youtube Favij.
Nel 2016 ottiene risalto un'altra pellicola di supereroi: Lo chiamavano Jeeg Robot, realizzata dell'esordiente Gabriele Mainetti, che si aggiudica nello stesso anno ben sette David di Donatello.